# Kościół św. Katarzyny Aleksandryjskiej w Węglewie
Kościół Świętej Katarzyny Aleksandryjskiej w Węglewie – drewniany rzymskokatolicki kościół parafialny znajdujący się we wsi Węglewo w powiecie poznańskim w gminie Pobiedziska, w województwie wielkopolskim. Znajduje się na szlaku kościołów drewnianych wokół Puszczy Zielonka.

## Historia

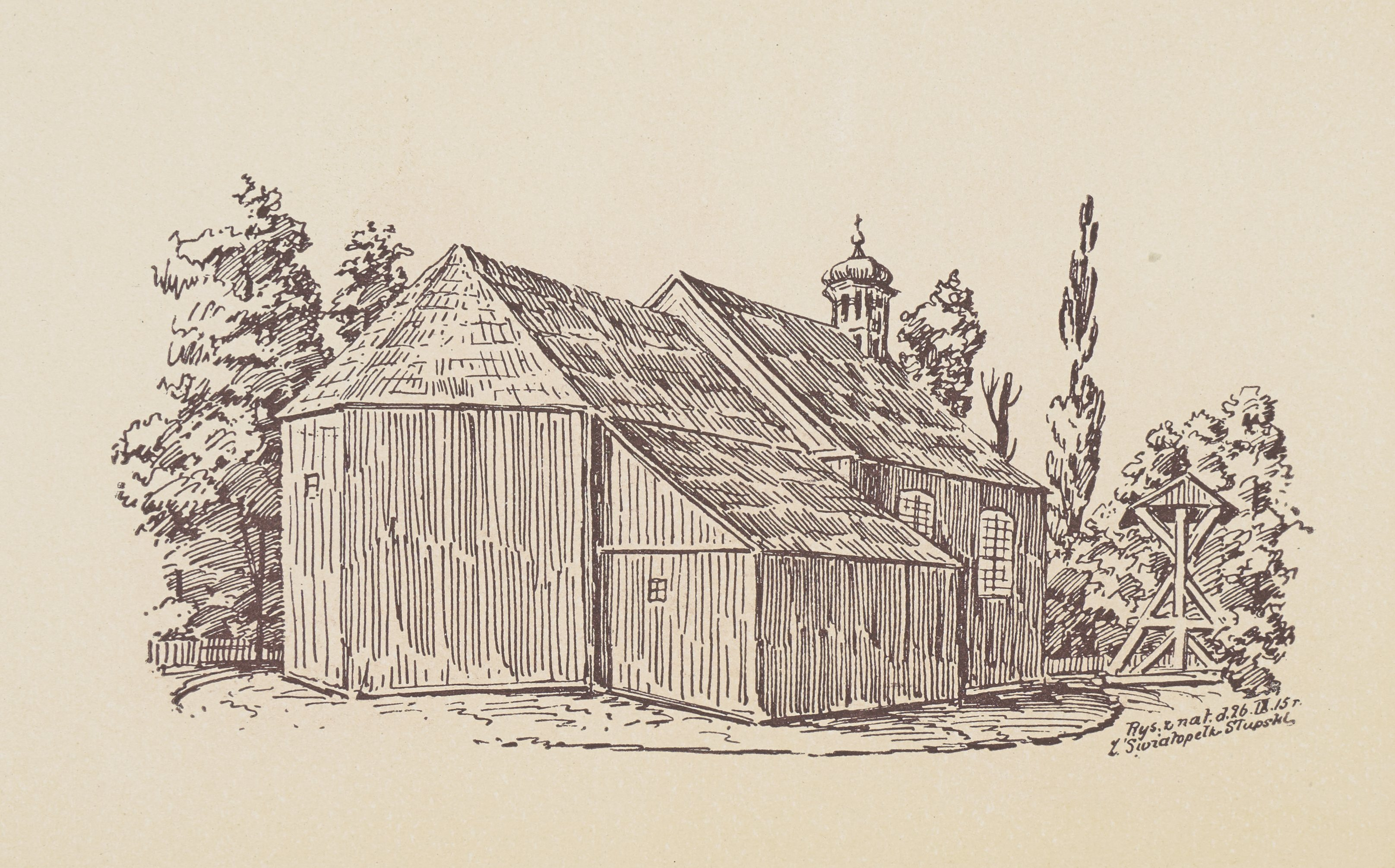
Widok kościoła przed 1917

Świątynia wybudowana w 1818. Jej fundatorami byli parafianie i Skarb Królewski. Kościół był wielokrotnie odnawiany: w 1854, 1960, 1980 i 1996.

## Budowa i wyposażenie
Świątynia posiada konstrukcję sumikowo-łątkową. Składa się z prostokątnej nawy i prezbiterium. Do jego wyposażenia należą: ołtarz główny z koło 1818 roku z obrazem Matki Bożej Wspomożenia Wiernych – Pani Wyspy. Jest to wierna barokowa kopia wcześniejszego dzieła. Na belce tęczowej jest umieszczony gotycki krucyfiks z około 1380-1390, a obok stoją barokowe figury Maryi i św. Jana. Na prawo od ołtarza głównego jest umieszczony obraz św. Katarzyny Aleksandryjskiej z XVIII wieku.